# Plectranthus decurrens
Plectranthus decurrens là một loài thực vật có hoa trong họ Hoa môi. Loài này được (Gürke) J.K.Morton miêu tả khoa học đầu tiên năm 1962.